# Oberfrauenau

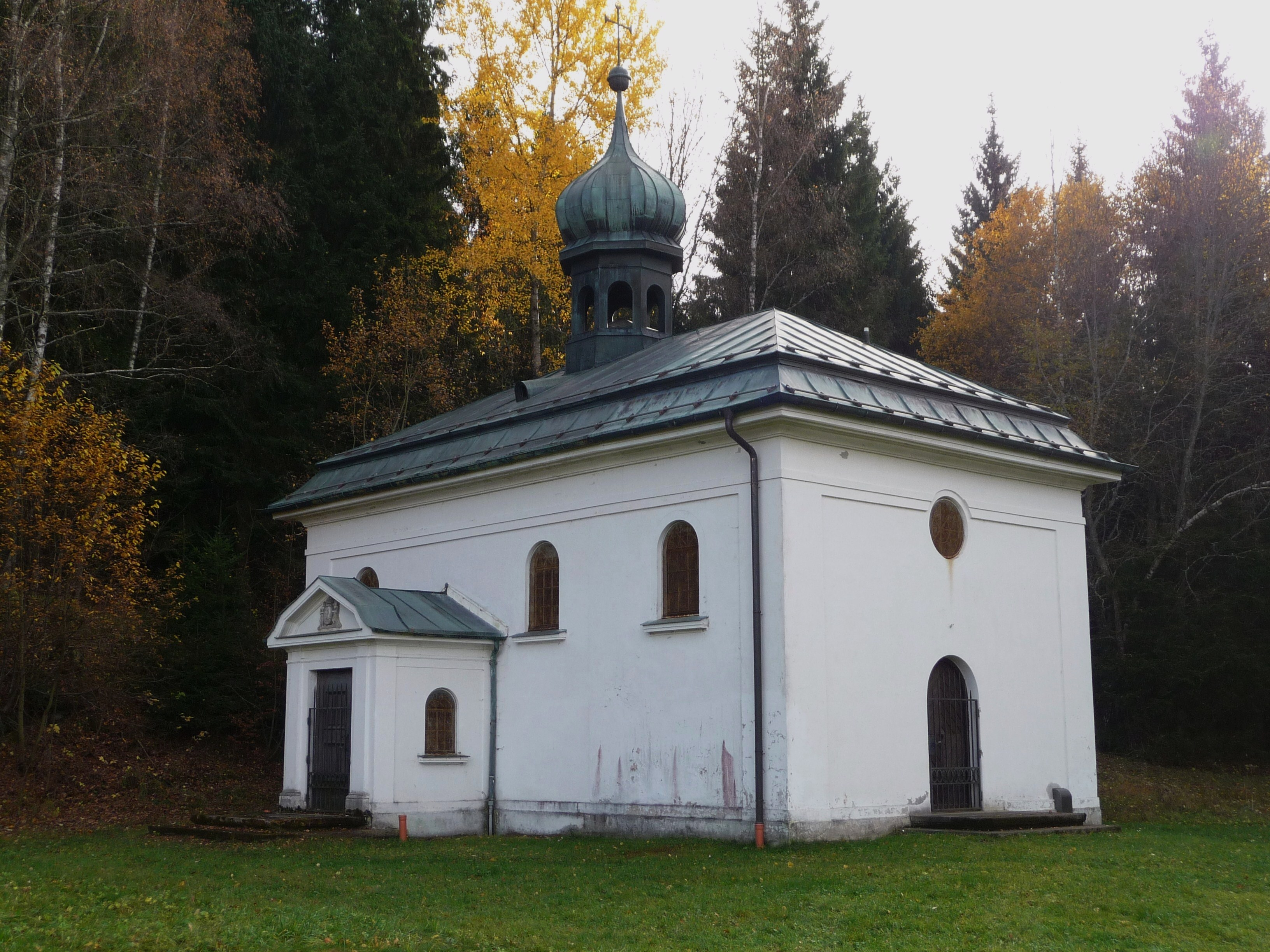
Die Schlosskapelle

Oberfrauenau ist ein Gut und Gemeindeteil der Gemeinde Frauenau im Landkreis Regen.

## Lage
Oberfrauenau liegt etwa zwei Kilometer nordöstlich von Frauenau.

## Geschichte
Im Jahr 1492 verkaufte Balthasar Phaler seine bereits vorhandene Glashütte an Erasmus Moosberger. 1605 erwarb Paulus Poschinger das Oberfrauenauer Glashüttengut, welches seither mit dem Frauenauer Zweig der Familie Poschinger verbunden ist, die seit 1901 den Zusatz von Frauenau führt. Die Glasmanufaktur von Poschinger bestand bis 2021.
Um 1650 entstand das Alte Schloss, ein Herrenhaus, das bis heute den Mittelpunkt des Glashüttengutes bildet. Am 18. Oktober 1785 verlieh Kurfürst Karl Theodor an Georg Benedikt I. Poschinger das niedere Hofmannsrecht und Jurisdiktion nebst Adelstitel. Damit erhielt das Glashüttengut die Hofmarkeigenschaft, womit es aus der Grundhoheit des Kurfürsten und der Propstei Rinchnach fiel und Eigentum der Poschinger wurde.
Um 1825 erbaute Georg Benedikt I. von Poschinger in der Nähe des Herrenhauses eine neue Glashütte, die sogenannte Neuhütte. Am 16. August 1860 brannte diese Hohlglasfabrik ab. Um 1835 erbaute Michael von Poschinger am Nordostrand von Oberfrauenau eine Spiegelglashütte nebst Spiegelschleiferei. Nach der Umstellung auf Hohlglas wurde hier bis 1893 Glas hergestellt.
1820 wurde die Hofmark Oberfrauenau ein Patrimonialgericht II. Klasse, das 1848 aufgehoben wurde. 1863 wurde ein Fideikommiss zur ungeteilten und unveräußerlichen Erhaltung des Familienvermögens gebildet.
Für den noch heute betriebenen Gutsgasthof wurde 1860 eine Schankkonzession erteilt. 
Im Jahr 1878 war Gut Oberfrauenau mit 3.476,36 Hektar das größte herrschaftliche Gut der Gegend vor den ebenfalls im Besitz der Poschinger befindlichen Gütern Oberzwieselau und Buchenau mit jeweils 2.209,50 Hektar.

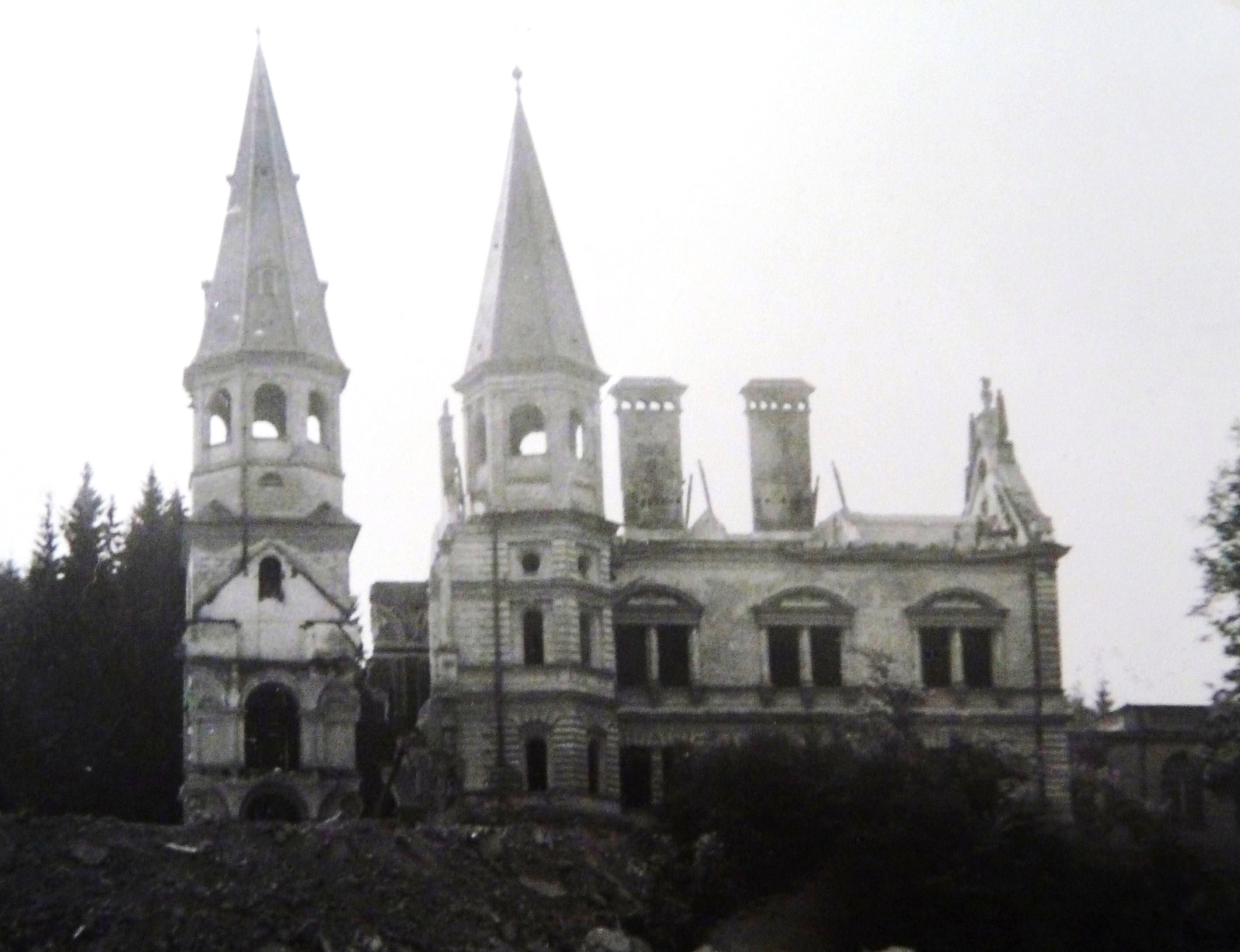
Abriss des Neuen Schlosses

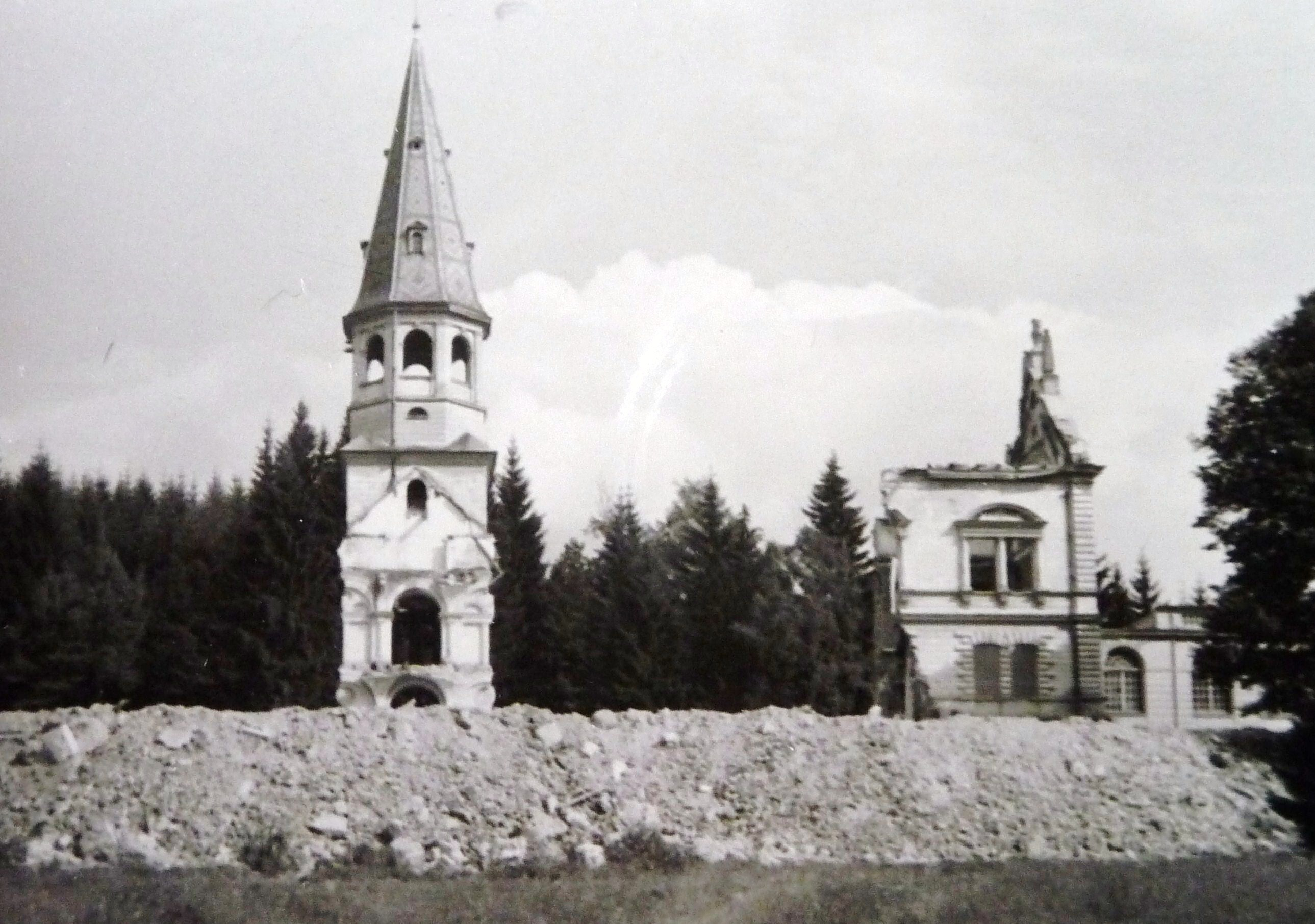
Abriss des Neuen Schlosses

Von 1875 bis 1884 entstand nach den Plänen des Münchner Architekten Albert Schmidt im Stil der Neurenaissance das Neue Schloss. Dieses mit Spitztürmen und Erkern gezierte Bauwerk war von einem Garten umgeben, dessen Prunkstück eine Wasserfontäne war. Die Planung der Parkanlagen leitete der königliche Hofgärtner Carl von Effner. Das Schloss diente bis 1945 den Freiherrn von Poschinger als Wohngebäude.
Es wurde nach dem Zweiten Weltkrieg zur US-Kommandantur für den Bereich Zwiesel-Frauenau gemacht und fungierte später als Notunterkunft für Heimatvertriebene. Hippolyt Freiherr Poschinger von Frauenau bot es aufgrund entstandener Schäden dem Staat vergeblich zum Kauf an. So ließ er es 1959 mit Genehmigung des Staates von einer 50 Mann starken Truppe des Gebirgspionierbataillons 8 aus Degerndorf (Gemeinde Brannenburg) abtragen. Am 15. August 1959 wurde der größte und letzte der drei Türme gesprengt. Insgesamt wurden in 410 Betriebsstunden 750 Kilogramm Sprengstoff verbraucht, wobei 8.500 cm³ Schutt abtransportiert oder verteilt wurden. Lediglich die Schlosskapelle mit der Familiengruft blieb erhalten. In der Degerndorfer Kaserne befinden sich noch heute Kassettendecken und Türen des Schlosses.

## Sehenswürdigkeiten
Zu Beginn des 18. Jahrhunderts wurde als Teil des Schlossgartens eine noch heute vorhandene 1,7 Hektar große Streuobstwiese angelegt, die man im Jahr 1792 mit einer umlaufenden Mauer einfasste. Die über hundert Obstbäume tragen auch seltene alte Sorten wie den Böhmischen Brünnerling.
Im Ort befinden sich außerdem eine Falknerei (2011 nach Ludwigsthal umgezogen), Wildgehege und seit 2006 ein Gestüt mit Islandpferden, das 2020 geschlossen wurde. Aktuell ist hier ein Privatreitstall. Oberfrauenau ist zudem Ausgangspunkt von Wanderungen, besonders zur Trinkwassertalsperre Frauenau und zum Großen Rachel.